# خلية S
خلايا S (بالإنجليزية: S cell)‏ هي الخلايا التي تطلق سيكريتين، وجدت في الصائم والاثني عشر. تتنبه بانخفاض درجة الحموضة إلى 4 أو أقل في التجويف الأنبوبي للأمعاء الدقيقة.
إن السيكريتين المحرر يؤدي إلى زيادة إفراز بيكربونات (HCO3−) في التجويف الأنبوبي، عن طريق البنكرياس. ويتم ذلك في المقام الأول بزيادة في أدينوزين أحادي الفوسفات - الحلقي (cyclic AMP) الذي ينشط منظم المواصلة عبر الغشائي للتليف الكيسي (cystic fibrosis transmembrane conductance regulator) لإطلاق أيونات الكلوريد السالبة في التجويف الأنبوبي.
ثم يشارك الكلوريد الموجود في التجويف الأنبوبي في تبادل البروتين الناقل للبيكربونات، التي يتم فيه إعادة امتصاص الكلوريد من قبل الخلية، وتفرز البيكربونات (HCO3−) في التجويف الأنبوبي. خلايا S هي أيضاً واحدة من المنتجات الرئيسية للسايكلوزاماتين.